# Desastre de Gresford
O desastre de Gresford ocorreu em 22 de setembro de 1934 em Gresford Colliery, perto de Wrexham, Denbighshire, quando uma explosão e um incêndio subterrâneo mataram 266 homens. Gresford é um dos piores desastres de mineração de carvão da Grã-Bretanha: um inquérito controverso sobre o desastre não identificou uma causa conclusiva, embora as evidências sugerissem que falhas nos procedimentos de segurança e má gestão da mina foram fatores contribuintes. Mais controvérsia pública foi causada pela decisão de selar permanentemente as seções danificadas da mina de carvão, o que significa que apenas onze dos que morreram foram recuperados.

## Explosão
No sábado, 22 de setembro de 1934, às 2h08, uma violenta explosão atingiu a seção Dennis. A explosão provocou um incêndio próximo ao bairro 29 e bloqueou a principal via de acesso, conhecida como "142's Deep", a todos os outros bairros do trecho. Na época, até 500 homens trabalhavam no subsolo no turno da noite, com mais da metade nas áreas afetadas. O resto estava no distrito de Slant da seção sudeste a cerca de 3,2 km da explosão; muitos não souberam por algum tempo depois que um desastre havia ocorrido.